# Hebrizelm Hill
Hebrizelm Hill är en kulle i Antarktis. Den ligger i Sydshetlandsöarna. Argentina, Chile och Storbritannien gör anspråk på området. Toppen på Hebrizelm Hill är 40 meter över havet.
Terrängen runt Hebrizelm Hill är lite kuperad. Havet är nära Hebrizelm Hill åt sydväst. Trakten är glest befolkad. Närmaste befolkade plats är Maldonado Station, 9,6 kilometer nordost om Hebrizelm Hill. 